# Lucilla di Roma
Lucilla (Roma, ... – Roma, 257 circa) è stata una vergine e martire cristiana, vissuta nel III secolo. È venerata come santa dalla Chiesa cattolica.

## Biografia
Secondo l'agiografia, Lucilla visse ai tempi della persecuzione di Valeriano intorno al 257. Cieca dalla nascita, recuperò la vista dopo che il padre, il tribuno Nemesio, ebbe richiesto e ottenuto dal papa, Stefano, il battesimo per sé e per la figlia. A battezzarla fu San Valentino di Roma (prete confuso spesso con l'omonimo vescovo di Terni patrono degli innamorati).
La loro nuova fede cristiana e il miracolo appena ottenuto resero il padre "sordo" alle continue richieste dell'imperatore Gallieno, tanto che furono condannati entrambi a morte e subirono il martirio: lei lungo la Via Appia nei pressi del tempio di Marte, lui tra la via Appia e la via Latina. Papa Stefano, che fu martirizzato di lì a poco, seppellì padre e figlia in un luogo segreto, da cui il successore, Sisto II, trasferì i corpi in una sepoltura più dignitosa lungo la Via Appia, il 31 ottobre seguente.